# Cheilymenia cinnabarina
Cheilymenia cinnabarina är en svampart som först beskrevs av Ludwig David von Schweinitz, och fick sitt nu gällande namn av Rea 1917. Cheilymenia cinnabarina ingår i släktet Cheilymenia och familjen Pyronemataceae.   Inga underarter finns listade i Catalogue of Life.